# Mervyn Peake
Mervyn Laurence Peake (Kuling, China, 9 juli 1911 – Burford, 17 november 1968) was een Engels modernistisch schrijver, dichter, kunstschilder en illustrator.

## Leven en werk
Peake werd in China geboren als zoon van Britse ouders die er in de missie werkten. Kort voor de Eerste Wereldoorlog gingen ze voor twee jaar terug naar Engeland, om in 1923 definitief terug te keren. Peake studeerde daarna aan de Royal Academy of Arts en begon een carrière als kunstenaar en schrijver. Ook was hij in de jaren dertig nog een tijdje tekenleraar aan de 'Westminster School of Art'.
Eind jaren dertig had Peake een aantal succesvolle tentoonstellingen van zijn werk en vanaf die tijd kreeg hij eveneens bekendheid als boekillustrator, ook van eigen werk (onder andere nonsense-gedichten). Zijn naam is echter vooral verbonden met de boekenreeks  Gormenghast : De bestemming (Titus Groan, 1946), De Beslissing (Gormenghast, 1950) en De Beproeving (Titus Alone, 1959). Het zijn modernistische, soms bijna surrealistisch geschreven fantasy-romans over de jongen Titus Groan, erfgenaam van het kasteel Gormenghast, die in de duistere rituelen en geheimen van het slot wordt ingewijd. De Gormenghast-romans waren lange tijd een soort van cultboeken, maar hebben inmiddels wereldwijde bekendheid. Van de Gormenghast-reeks werd in 2000 een BBC-televisieserie gemaakt.
De laatste jaren van Peake's leven waren tragisch en kommervol. Vanaf de tweede helft van de jaren vijftig leed hij aan zware depressies en later werd ook de diagnose Parkinson gesteld. Met hulp van zijn vrouw wist hij niettemin ook in de jaren zestig nog nieuw werk te produceren. Hij overleed in 1968, op 57-jarige leeftijd.

## Bibliografie

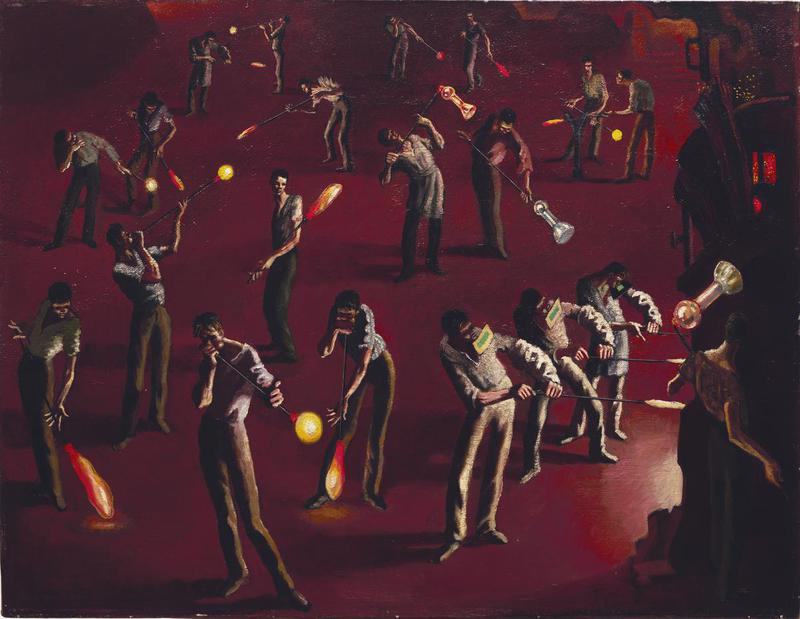
Illustratie uit Glablowers, 1950

### Door Peake geïllustreerde boeken
- Captain Slaughterboard Drops Anchor (door hemzelf) (1939)
- Ride a Cock Horse and Other Nursery Rhymes (1940)
- Hunting of the Snark (door Lewis Carroll)
- Alice in Wonderland (door Lewis Carroll)
- The Rime of the Ancient Mariner (door Samuel Taylor Coleridge)
- Household Tales (door de Gebroeders Grimm)
- All This and Bevin Too (door Quentin Crisp)
- The Strange Case of Dr Jekyll and Mr Hyde (door Robert Louis Stevenson)
- Treasure Island (door Robert Louis Stevenson)
- Droll Stories (door Honoré de Balzac) (1961)
- The Rhyme of the Flying Bomb (door hemzelf) (1962)
- Titus Groan, Gormenghast, en Titus Alone (door hemzelf)